# Trompeterallee 24/24a (Mönchengladbach)

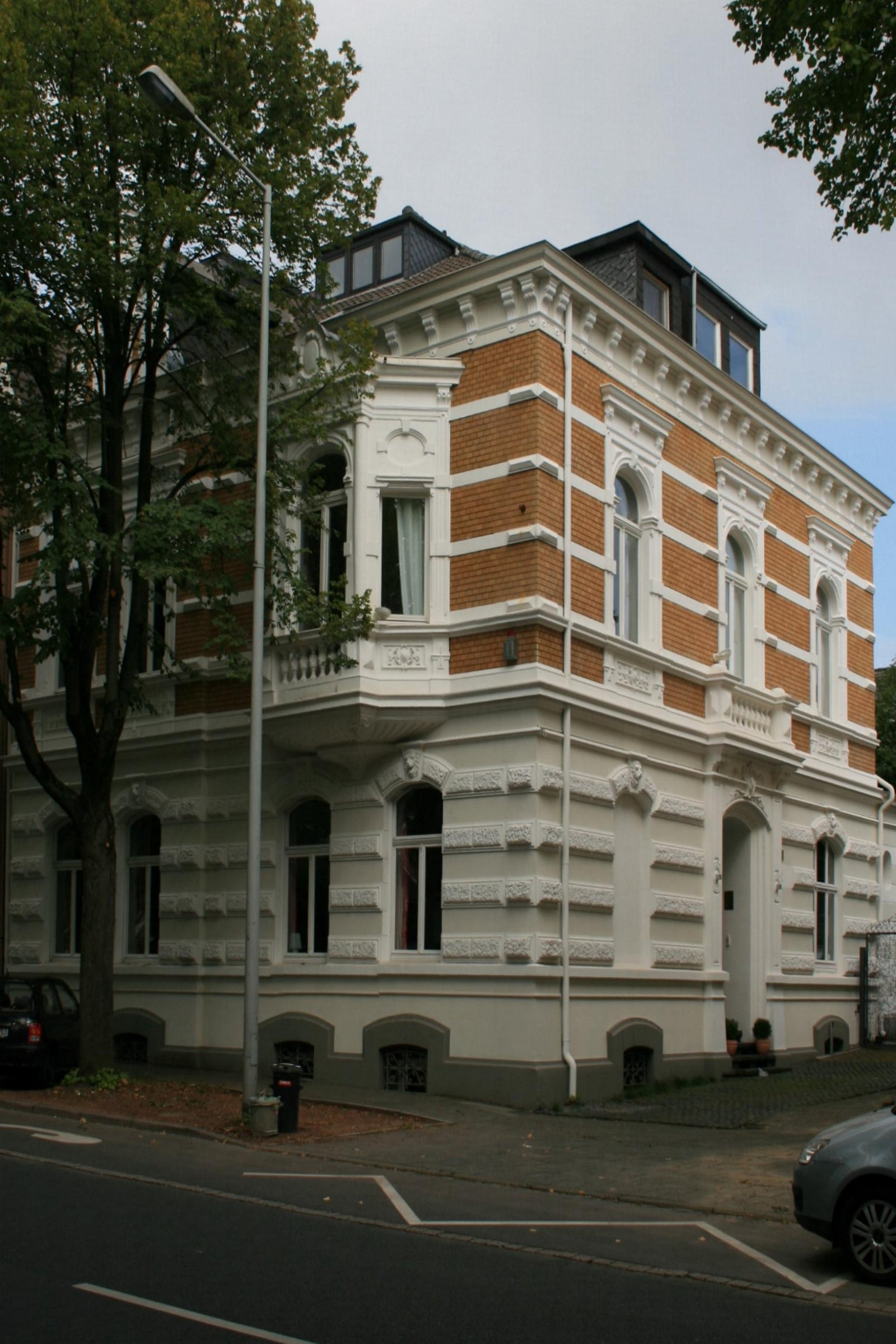
Wohnhaus

Das Wohnhaus Trompeterallee 24/24a steht im Stadtteil Rheydt in Mönchengladbach (Nordrhein-Westfalen).
Das Gebäude wurde vor 1908 erbaut und unter Nr. T 005 am 14. Oktober 1986 in die Denkmalliste der Stadt Mönchengladbach eingetragen.

## Lage
Die Trompeterallee ist die ehemalige Zugangsstraße zum Wickrather Schloss. Heute hat sie beidseitig eine geschlossene Bebauung, die wie Haus Nr. 24 im älteren Teil auf die Jahrhundertwende zurückgeht. 

## Architektur
Der dreiseitig freistehende, auf abschüssiger Straße errichtete Bau stammt aus der Zeit kurz nach der Jahrhundertwende (vor 1908). Das zweigeschossige Wohnhaus mit Halbwalmdach zeigt an der Eingangsseite 2:3 Achsen. Das für die bauliche Entwicklung Wickraths interessante Objekt ist aus ortshistorischen Gründen als Haus mit Denkmalcharakter schützenswert.